# بقسماط (رقائق خبز)
بقسماط هو نوع من البسكويت السميك المصنوع من الدقيق والماء، وأحيانًا الملح. يتميز البقسماط بأنه غير مكلف وطويل الأمد. ويُستخدم كغذاء في حالة عدم وجود أطعمة قابلة للتلف، عادةً خلال الرحلات البحرية الطويلة، والهجرات البرية، والحملات العسكرية.  إلى جانب لحم البقر المملح ، كان البقسماط وجبة غذائية أساسية للعديد من الجيوش والقوات البحرية من القرن السابع عشر إلى أوائل القرن العشرين. 
لأن البقسماط كان يُخبز بصلابة، فإنه كان يبقى سليمًا لسنوات إذا حُفظ جافًا. في الرحلات الطويلة، كان يُخبز البقسماط أربع مرات، بدلًا من مرتين كما هو شائع، ويُحضّر قبل ستة أشهر من الإبحار. ولأنه جاف وصلب، فإن البقسماط، عند تخزينه ونقله بشكل صحيح، يتحمل التعامل القاسي ودرجات الحرارة القصوى.  البقسماط الجاف كثيف وغير صالح للأكل تقريبًا؛ وعادةً ما كان الجنود الذين يُوزعونه يجعلونه صالحًا للأكل عن طريق ترطيبه أو سحقه. 

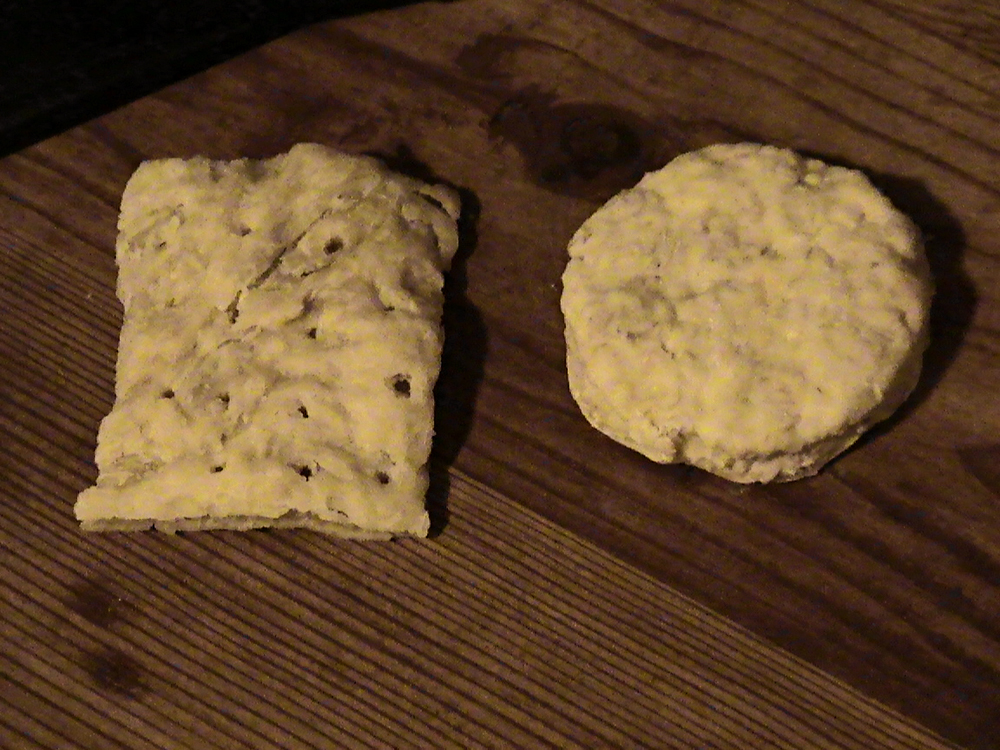
نسخة طِبق الأصل من بسكويت الجيش الأمريكي، البقسماط، (يسار) والبحرية (يمين) من فترة الحرب الأهلية الأمريكية. لاحظ الشكل، إذ كان بقسماط الجيش يُشحن في صناديق، بينما كانت مؤن البحرية تُشحن على متن السفن في براميل.

## الاستخدام الحديث
يُعدّ البقسماط الصلب المتوفر تجاريًا مصدرًا هامًا للطاقة الغذائية، ويأتي في عبوة صغيرة ومتينة. تحتوي قطعة بسكويت واحدة (24 غرامًا) من المتجر على 100 سعرة حرارية (20% منها دهون) من غرامين من البروتين، ولكنها لا تحتوي عمليًا على ألياف.

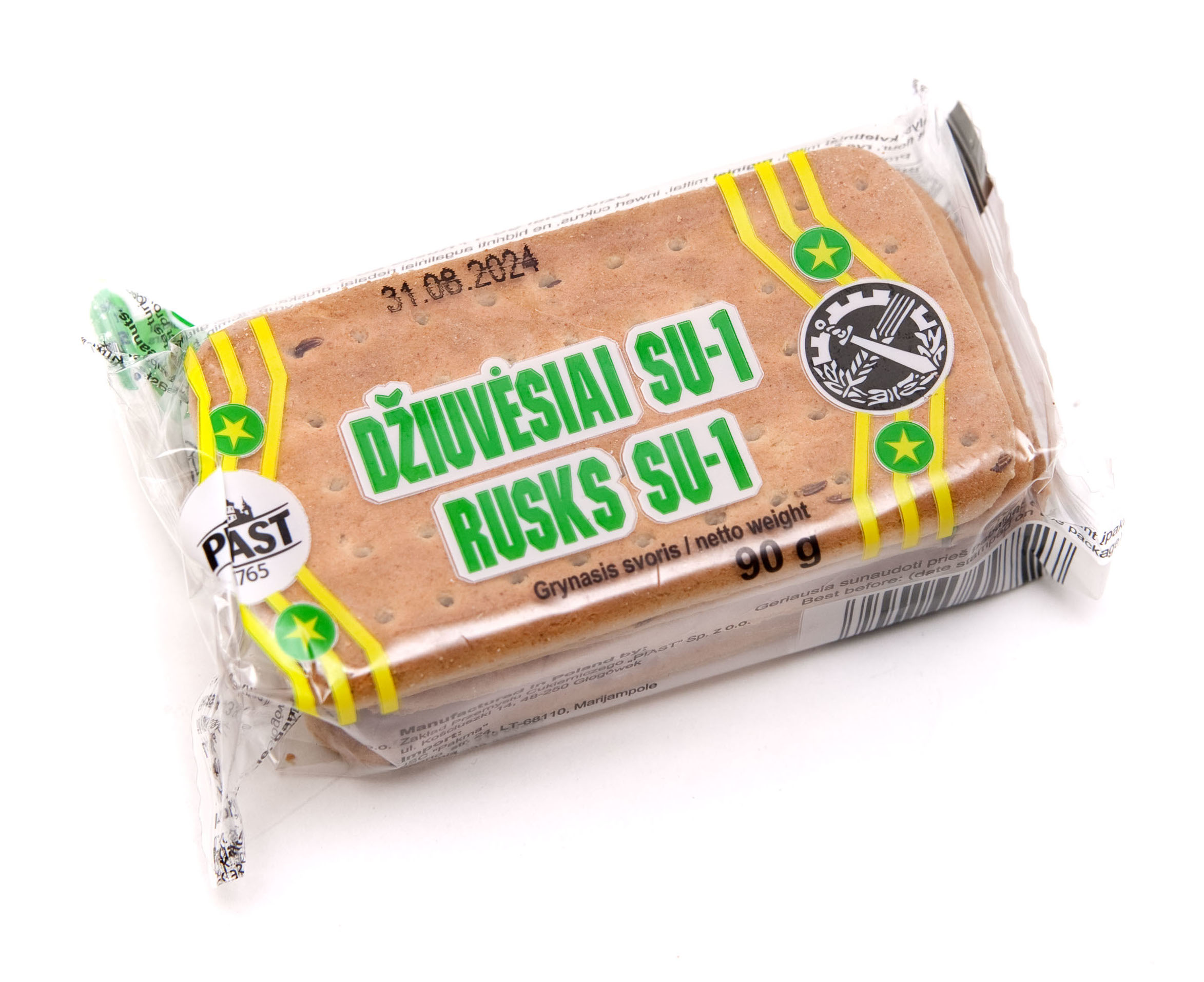
البقسماط الليتواني SU-1
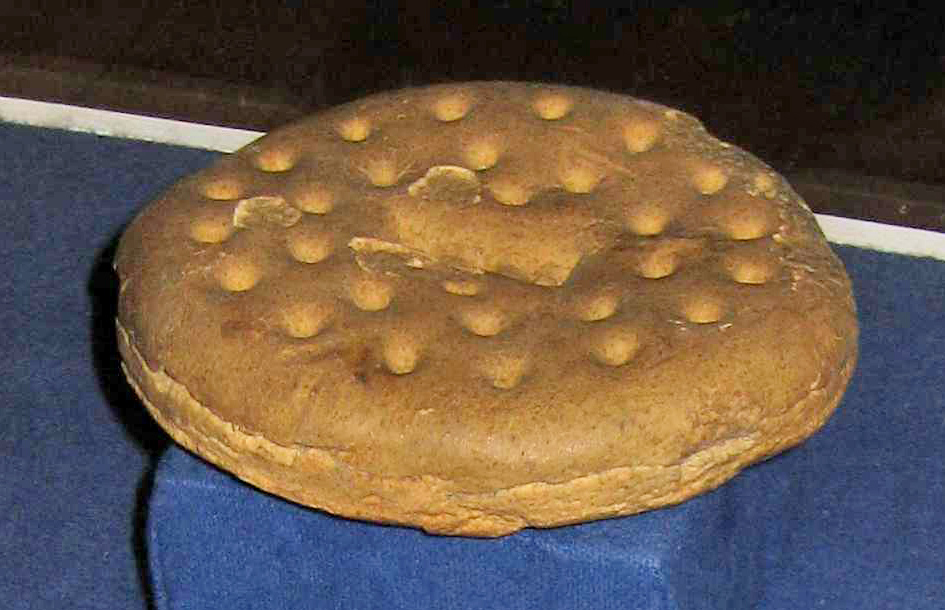
بقسماط سفينة - يُقال إنه الأقدم ( ق. 1852) في العالم - معروض في المتحف البحري في كرونبورج ، الدنمارك.